# ريتشارد إرفينغ دودغ
ريتشارد إرفينغ دودغ (بالإنجليزية: Richard Irving Dodge)‏ هو ضابط أمريكي، ولد في 19 مايو 1827 في Huntsville, North Carolina ‏ في الولايات المتحدة، وتوفي في 16 يونيو 1895 في ساكت هاربور في الولايات المتحدة.